# Óscar Soto Maynez
Óscar Soto Maynez (Valle de Allende, Chihuahua; 16 de octubre de 1904 - Chihuahua, Chihuahua; 12 de agosto de 1975) fue un abogado y político mexicano, miembro del Partido Revolucionario Institucional. Fue gobernador de Chihuahua entre 1950 y 1955.

## Origen
Óscar Soto Maynez nació en Valle de Allende, la población más antigua del estado de Chihuahua y realizó sus estudios básicos en Jiménez, posteriormente se trasladó a la Ciudad de México, donde cursó y se graduó de la carrera de abogado en la Universidad Nacional Autónoma de México, durante esta época fue compañero de estudios de Miguel Alemán Valdés, permaneciendo su amistad desde entonces y que posteriormente le daría oportunidad de participar en política.

## Carrera política
Inicialmente se desempeñó en el ejercicio de profesión, teniendo los cargos de juez de primera instancia, magistrado del Supremo Tribunal de Justicia de Chihuahua y también del estado de Veracruz, a donde lo llevó su amistad con Miguel Alemán, iniciándose plenamente en actividades política al llegar éste a la presidencia en 1946, en 1949 fue elegido diputado federal a la XLI Legislatura por el Distrito 1 de Chihuahua, solo ocupó el cargo un año pues en 1950 fue postulado y electo Gobernador de Chihuahua para el periodo que concluía en 1956.
Como gobernador le correspondió emprender esfuerzos para reactivar la economía del estado hacia nuevas formas de desarrollo ante el ya práctico agotamiento de las antiguas fuentes como la ganadería y la minería, además combatió las frencuentes sequías mediante la construcción de varias presas. La mayor obra por la que es recordado es por la fundación, el 8 de diciembre de 1954, de la Universidad de Chihuahua.
Tras el término del gobierno de Miguel Alemán y la llegada a la presidencia de Adolfo Ruiz Cortines en 1952, Soto Maynez fue identificado como uno de los gobernadores más vinculados con el anterior gobierno y al cual el nuevo pretendió continuamente obstaculizar y finalmente desplazar, junto a otros como Alejandro Gómez Maganda, Manuel Bartlett Bautista y Tomás Marentes Miranda; en el caso de Soto Maynez la inestabilidad de gobierno llevó a un intento de insurrección armada con el ataque a un cuartel del ejército en Delicias en 1955, y por algunos signos de impopularidad del gobernador entre la clase política local por los largos años de ausencia del estado previos a su gubernatura, sin embargo, el hecho que finalmente lo llevó a renunciar a la gubernatura fue su presunta implicación en el asesinato del taxista Juan Cereceres en la ciudad de Chihuahua. 
Renunció a la gubernatura el 9 de agosto de 1955 y se dedicó al ejercicio de su profesión hasta su fallecimiento el 12 de agosto de 1975 en Chihuahua.